# Roemenië op de Olympische Zomerspelen 1984
Roemenië nam deel aan de Olympische Zomerspelen 1984 in Los Angeles, Verenigde Staten. Er werden 53 medailles gewonnen, waaronder 20 gouden. Dit zijn tot op heden de meest succesvolle spelen van het land.

## Medailleoverzicht
| Sport         | Olympiër | Onderdeel                            | Medaille |
| ------------- | --- | ------------------------------------ | -------- |
| Atletiek      | Doina Melinte | 800m (v)                             | Goud     |
| Atletiek      | Maricica Puică | 3000m (v)                            |          |
| Atletiek      | Anișoara Cușmir-Stanciu | verspringen (v)                      |          |
| Gewichtheffen | Petre Becheru | -82,5kg (m)                          |          |
| Gewichtheffen | Nicu Vlad | -90kg (m)                            |          |
| Gymnastiek    | Simona Păucă | balk (v)                             |          |
| Gymnastiek    | Ecaterina Szabo | balk (v)                             |          |
| Gymnastiek    | sprong (v) |                                      |          |
| Gymnastiek    | vloer (v) |                                      |          |
| Gymnastiek    | Lavinia Agache Laura Cutina Cristina Elena Grigoraș Simona Păucă Mihaela Stănuleț Ecaterina Szabo | meerkamp team (v)                    |          |
| Kanovaren     | Ivan Patzaichin Toma Simionov | C-2 1000m (m)                        |          |
| Kanovaren     | Agafia Constantin Tecla Marinescu-Borcănea Nastasia Nichitov-Ionescu Maria Ștefan | K-4 500m (v)                         |          |
| Roeien        | Petru Iosub Valer Toma | twee-zonder (m)                      |          |
| Roeien        | Valeria Răcilă | skiff (v)                            |          |
| Roeien        | Mărioara Popescu Elisabeta Oleniuc | dubbel-twee (v)                      |          |
| Roeien        | Rodica Arba Elena Horvat | twee-zonder (v)                      |          |
| Roeien        | Ioana Badea Sofia Corban Ecaterina Oancia Anișoara Sorohan Maricica Țăran | dubbel-vier (v)                      |          |
| Roeien        | Chira Apostol Maria Fricioiu Olga Homeghi-Bularda Viorica Ioja Florica Lavric | vier-met (v)                         |          |
| Worstelen     | Ion Draica | -82kg Grieks-Romeins (m)             |          |
| Worstelen     | Vasile Andrei | -100kg Grieks-Romeins (m)            |          |
| Atletiek      | Doina Melinte | 1500m (v)                            | Zilver   |
| Atletiek      | Vali Ionescu | verspringen (v)                      |          |
| Atletiek      | Mihaela Loghin | kogelstoten (v)                      |          |
| Gewichtheffen | Gelu Radu | -60kg (m)                            |          |
| Gewichtheffen | Andrei Socaci | -67,5kg (m)                          |          |
| Gewichtheffen | Petre Dumitru | -90kg (m)                            |          |
| Gewichtheffen | Vasile Groapă | -100kg (m)                           |          |
| Gewichtheffen | Ștefan Tașnadi | -110kg (m)                           |          |
| Gymnastiek    | Doina Stăiculescu | ritmische gymnastiek individueel (v) |          |
| Gymnastiek    | Ecaterina Szabo | individuele meerkamp (v)             |          |
| Kanovaren     | Ivan Patzaichin Toma Simionov | C-2 500m (m)                         |          |
| Roeien        | Dimitrie Popescu Dumitru Răducanu Vasile Tomoiagă | twee-met (m)                         |          |
| Roeien        | Mihaela Armășescu Doina Liliana Bălan Adriana Chelariu Camelia Diaconescu Viorica Ioja Aneta Mihaly Aurora Pleșca Lucia Sauca Marioara Trașcă                                                                                          | acht (v)                             |          |
| Schermen      | Aurora Dan Elisabeta Guzganu Rozalia Oros Monica Veber-Koszto Marcela Zsak | floret team (v)                      |          |
| Schietsport   | Corneliu Ion | 25m snelvuurpistool (m)              |          |
| Worstelen     | Ilie Matei | -90kg Grieks-Romeins (m)             |          |
| Atletiek      | Fița Lovin | 800m (v)                             | Brons    |
| Atletiek      | Maricica Puică | 1500m (v)                            |          |
| Atletiek      | Cristieana Cojocaru | 400m horden (v)                      |          |
| Atletiek      | Florența Crăciunescu | discuswerpen (v)                     |          |
| Boksen        | Mircea Fulger | -63,5kg (v)                          |          |
| Gewichtheffen | Dragomir Cioroslan | -75kg (m)                            |          |
| Gymnastiek    | Lavinia Agache | sprong (v)                           |          |
| Gymnastiek    | Simona Păucă | individuele meerkamp (v)             |          |
| Handbal       | Nicolae Munteanu Marian Dumitru Iosif Boroș Maricel Voinea Vasile Stîngă Gheorghe Dogărescu Gheorghe Covaciu Cornel Durău Alexandru Fölker Dumitru Berbece Neculai Vasilcă Alexandru Buligan Vasile Oprea Mircea Bedivan Adrian Simion | mannen                               |          |
| Judo          | Mircea Frățică | -78kg (m)                            |          |
| Judo          | Mihai Cioc | open klasse (m)                      |          |
| Kanovaren     | Costică Olaru | C-1 500m (m)                         |          |
| Schermen      | Alexandru Chiculiță Cornel Marin Marin Mustață Ioan Pop Vilmoș Szabo | sabel team (m)                       |          |
| Worstelen     | Vasile Pușcașu | -100kg vrije stijl (m)               |          |
| Worstelen     | Ștefan Rusu | -74kg Grieks-Romeins (m)             |          |
| Worstelen     | Victor Dolipschi | +100kg Grieks-Romeins (m)            |          |
| Zwemmen       | Anca Pătrășcoiu | 200m rugslag (v)                     |          |

## Deelnemers en resultaten

### Atletiek
| Olympiër                | Discipline       | Resultaat | Prestatie                                                                       |
| ----------------------- | ---------------- | --------- | ------------------------------------------------------------------------------- |
| Fița Lovin              | 800m (v)         | Brons     | serie 2: 1ste in 2.01,51 halve finale 2: 1ste in 1.59,29 finale: 3de in 1.58,83 |
| Doina Melinte           | 800m (v)         | Goud      | serie 3: 1ste in 2.02,77 halve finale 1: 2de in 2.01,42 finale: 1ste in 1.57,60 |
| Fița Lovin              | 1500m (v)        | 9e        | serie 1: 3de in 4.10,58 finale: 9de in 4.09,11                                  |
| Doina Melinte           | 1500m (v)        | Zilver    | serie 1: 2de in 4.10,48 finale: 2de in 4.03,76                                  |
| Maricica Puică          | 1500m (v)        | Brons     | serie 2: 2de in 4.05,30 finale: 3de in 4.04,15                                  |
| Maricica Puică          | 3000m (v)        | Goud      | serie 3: 1ste in 8.43,32 (OR) finale: 1ste in 8.35,96 (OR)                      |
| Cristieana Cojocaru     | 400m horden (v)  | Brons     | serie 3: 2de in 56,94 halve finale 1: 2de in 55,24 finale: 3de in 55,41         |
| Valy Ionescu            | verspringen (v)  | Zilver    | kwalificatie groep B: 2de met 6,60m finale: 2de met 6,81m                       |
| Anișoara Stanciu-Cușmir | verspringen (v)  | Goud      | kwalificatie groep A: 2de met 6,69m finale: 1ste met 6,96m                      |
| Niculina Vasile         | hoogspringen (v) | 11e       | kwalificatie groep A: 7de met 1,90m finale: 11de met 1,85m                      |
| Florența Crăciunescu    | kogelstoten (v)  | 8e        | 17,23m                                                                          |
| Mihaela Loghin          | kogelstoten (v)  | Zilver    | 20,47m                                                                          |
| Florenţa Crăciunescu    | discuswerpen (v) | Brons     | kwalificatie groep A: 2de met 57,84m finale: 3de met 63,64m                     |

### Boksen
| Olympiër        | Discipline  | Resultaat | Prestatie |
| --------------- | ----------- | --------- | --- |
| Nicolae Talpoș  | -57kg (m)   | 17e       | 1ste ronde: vrij 2de ronde: V van USA Taylor: 0-5 |
| Viorel Ioana    | -60kg (m)   | 33e       | 1ste ronde: V van AUS Cornett: 1-4 |
| Mircea Fulger   | -63,5kg (m) | Brons     | 1ste ronde: vrij 2de ronde: W van FRA Duarte: scheidsrechterlijke beslissing 3de ronde: W van SWE Sjøstrand: 5-0 kwartfinale: W van TUN Belkhir: 5-0 halve finale: V van THA Umponmaha: 0-5 |
| Rudel Obreja    | -67kg (m)   | 9e        | 1ste ronde: W van CAF Loungoude: knock-out 2de ronde: W van GBR Hughes: 5-0 3de ronde: V van USA Breland: 0-5                                                                               |
| Gheorghe Simion | -71kg (m)   | 33e       | 1ste ronde: V van KOR Dal-Ho: 0-5 |
| Georgică Donici | -81kg (m)   | 5e        | 1ste ronde: vrij 2de ronde: W van TGA Sani: 5-0 kwartfinale: V van YUG Josipović: 0-5 |

### Gewichtheffen
| Olympiër           | Discipline  | Resultaat | Prestatie                                                        |
| ------------------ | ----------- | --------- | ---------------------------------------------------------------- |
| Gheorghe Maftei    | -56kg (m)   | DNF       | trekken: 5de met 110kg stoten: geen geldige poging               |
| Gelu Radu          | -60kg (m)   | Zilver    | trekken: 1ste met 125kg stoten: 2de met 155kg totaal: 280kg      |
| Mircea Tuli        | -60kg (m)   | 9e        | trekken: 8ste met 115kg stoten: 5de met 150kg totaal: 265kg      |
| Andrei Socaci      | -67,5kg (m) | Zilver    | trekken: 1ste met 142,5kg stoten: 4de met 170kg totaal: 312,5kg  |
| Dragomir Cioroslan | -75kg (m)   | Brons     | trekken: 2de met 147,5kg stoten: 3de met 185kg totaal: 332,5kg   |
| Petre Becheru      | -82,5kg (m) | Goud      | trekken: 1ste met 155kg stoten: 1ste emt 200kg totaal: 355kg     |
| Petre Dumitru      | -90kg (m)   | Zilver    | trekken: 2de met 165kg stoten: 2de met 195kg totaal: 360kg       |
| Nicu Vlad          | -90kg (m)   | Goud      | trekken: 1ste met 172,5kg stoten: 1ste met 220kg totaal: 392,5kg |
| Vasile Groapă      | -100kg (m)  | Zilver    | trekken: 3de met 165kg stoten: 1ste met 217,5kg totaal: 382,5kg  |
| Ștefan Tașnadi     | -110kg (m)  | Zilver    | trekken: 2de met 167,5kg stoten: 2de met 212,5kg totaal: 380kg   |

### Gymnastiek
| Olympiër                                                                                          | Discipline               | Resultaat | Prestatie |
| Ritmisch                                                                                          | Ritmisch                 | Ritmisch  | Ritmisch |
| ------------------------------------------------------------------------------------------------- | ------------------------ | --------- | --- |
| Alina Drăgan                                                                                      | individueel (v)          | 4e        | kwalificatie: 2de hoepel: 2de met 9,650 punten bal: 4de met 9,500 punten knotsen: 3de met 9,650 punten linten: 6de met 9,250 punten totaal: 38,050 punten finale: 4de hoepel: 4de met 9,650 punten bal: 2de met 9,750 punten knotsen: 1ste met 9,800 punten linten: 12de met 9,250 punten totaal: 57,375 punten |
| Doina Stăiculescu                                                                                 | individueel (v)          | Zilver    | kwalificatie: 1ste hoepel: 2de met 9,700 punten bal: 1ste met 9,900 punten knotsen: 1ste met 9,850 punten linten: 2de met 9,350 punten totaal: 38,500 punten finale: 2de hoepel: 1ste met 9,700 punten bal: 1ste met 9,900 punten knotsen: 4de met 9,700 punten linten: 12de met 9,250 punten totaal: 57,900 punten |
| Turnen                                                                                            |                          |           | |
| Valentin Pîntea                                                                                   | vloer (m)                | 6e        | kwalificatie: 9de met 19,60 punten finale: 6de met 19,600 punten |
| Emilian Necula                                                                                    | ringen (m)               | 7e        | kwalificatie: 9de met 19,60 punten finale: 7de met 19,500 punten |
| Emilian Necula                                                                                    | individuele meerkamp (m) | 14e       | kwalificatie: 29ste vloer: 21ste met 19,35 punten sprong: 47ste met 19,40 punten brug: 37ste met 19,00 punten rekstok: 51ste met 19,15 punten ringen: 9de met 19,60 punten paard voltige: 24ste met 19,15 punten totaal: 115,65 punten finale: 14de vloer: 32ste met 9,50 punten sprong: 18de met 9,75 punten brug: 16de met 9,55 punten rekstok: 9de met 9,85 punten ringen: 3de met 9,90 punten paard voltige: 18de met 9,65 punten totaal: 116,025 punten   |
| Valentin Pîntea                                                                                   | individuele meerkamp (m) | 15e       | kwalificatie: 22ste vloer: 9de met 19,60 punten sprong: 10de met 19,65 punten brug: 37ste met 19,00 punten rekstok: 41ste met 19,30 punten ringen: 15de met 19,50 punten paard voltige: 30ste met 19,05 punten totaal: 116,10 punten finale: 15de vloer: 1ste met 9,90 punten sprong: 24ste met 9,70 punten brug: 24ste met 9,40 punten rekstok: 10de met 9,80 punten ringen: 35ste met 9,35 punten paard voltige: 10de met 9,80 punten totaal: 116,000 punten |
|                                                                                                   |                          |           | |
| Laura Cutina                                                                                      | vloer (v)                | 8e        | kwalificatie: 4de met 19,70 punten finale: 8ste met 19,150 punten |
| Ecaterina Szabo                                                                                   | vloer (v)                | Goud      | kwalificatie: 1ste met 19,95 punten finale: 1ste met 19,975 punten |
| Lavinia Agache                                                                                    | sprong (v)               | Brons     | kwalificatie: 3de met 19,80 punten finale: 3de met 19,750 punten |
| Ecaterina Szabo                                                                                   | sprong (v)               | Goud      | kwalificatie: 1ste met 19,90 punten finale: 1ste met 19,875 punten |
| Lavinia Agache                                                                                    | brug (v)                 | 8e        | kwalificatie: 8ste met 19,40 punten finale: 8ste met 19,150 punten |
| Mihaela Stănuleț                                                                                  | brug (v)                 | 4e        | kwalificatie: 7de met 19,50 punten finale: 4de met 19,650 punten |
| Simona Păuca                                                                                      | balk (v)                 | Goud      | kwalificatie: 1ste met 19,80 punten finale: 1ste met 19,800 punten |
| Ecaterina Szabo                                                                                   | balk (v)                 | Goud      | kwalificatie: 2de met 19,70 punten finale: 1ste met 19,800 punten |
| Lavinia Agache                                                                                    | individuele meerkamp (v) | 11e       | kwalificatie: 11de vloer: 23ste met 19,15 punten sprong: 3de met 19,80 punten brug: 8ste met 19,40 punten balk: 12de met 19,25 punten totaal: 77,60 punten |
| Laura Cutina                                                                                      | individuele meerkamp (v) | 5e        | kwalificatie: 3de vloer: 4de met 19,70 punten sprong: 8ste met 19,60 punten brug: 4de met 19,65 punten balk: 8ste met 19,45 punten totaal: 78,40 punten finale: 5de vloer: 3de met 9,90 punten sprong: 2de met 9,90 punten brug: 2de met 9,90 punten balk: 18de met 9,40 punten totaal: 78,30 punten |
| Cristina Elena Grigoraș                                                                           | individuele meerkamp (v) | 8e        | kwalificatie: 8ste vloer: 7de met 19,50 punten sprong: 8ste met 19,60 punten brug: 8ste met 19,40 punten balk: 9de met 19,40 punten totaal: 77,90 punten |
| Simona Păuca                                                                                      | individuele meerkamp (v) | Brons     | kwalificatie: 7de vloer: 10de met 19,45 punten sprong: 15de met 19,45 punten brug: 11de met 19,35 punten balk: 1ste met 19,80 punten totaal: 78,05 punten finale: 3de vloer: 3de met 9,90 punten sprong: 2de met 9,90 punten brug: 2de met 9,90 punten balk: 2de met 9,950 punten totaal: 78,676 punten |
| Mihaela Stănuleț                                                                                  | individuele meerkamp (v) | 10e       | kwalificatie: 10de vloer: 26ste met 19,10 punten sprong: 8ste met 19,60 punten brug: 7de met 19,50 punten balk: 6de met 19,50 punten totaal: 77,70 punten |
| Ecaterina Szabo                                                                                   | individuele meerkamp (v) | Zilver    | kwalificatie: 2de vloer: 1ste met 19,95 punten sprong: 1ste met 19,90 punten brug: 13de met 19,20 punten balk: 2de met 19,70 punten totaal: 78,75 punten finale: 2de vloer: 2de met 9,950 punten sprong: 2de met 9,90 punten brug: 2de met 9,90 punten balk: 1ste met 10,00 punten totaal: 79,125 punten |
| Lavinia Agache Laura Cutina Cristina Elena Grigoraș Simona Păucă Mihaela Stănuleț Ecaterina Szabo | meerkamp team (v)        | Goud      | vloer: 2de met 97,95 punten sprong: 1ste met 98,60 punten brug: 2de met 97,60 punten balk: 1ste met 98,05 punten totaal: 392,20 punten |

### Handbal
| Olympiër | Discipline | Resultaat | Prestatie |
| --- | ---------- | --------- | --- |
| Nicolae Munteanu Marian Dumitru Iosif Boroș Maricel Voinea Vasile Stîngă Gheorghe Dogărescu Gheorghe Covaciu Cornel Durău Alexandru Fölker Dumitru Berbece Neculai Vasilcă Alexandru Buligan Vasile Oprea Mircea Bedivan Adrian Simion | mannen     | Brons     | groep A: 2de W van Algerije: 25-16 W van Zwitserland: 23-17 W van IJsland: 26-17 W van Japan: 28-22 V van Joegoslavië: 18-19 bronzen finale: W van Denemarken: 23-19 |

| Groep A |             |             |             |             |             |            |            |            |        |
| #       | Land        | Wedstrijden | Wedstrijden | Wedstrijden | Wedstrijden | Doelpunten | Doelpunten | Doelpunten | Punten |
| #       | Land        | G           | W           | G           | V           | V          | T          | Saldo      | Punten |
| 1       | Joegoslavië | 5           | 4           | 1           | 0           | 123        | 76         | +47        | 9      |
| 2       | Roemenië    | 5           | 4           | 0           | 1           | 120        | 91         | +29        | 8      |
| 3       | IJsland     | 5           | 3           | 1           | 1           | 102        | 96         | +6         | 7      |
| 4       | Zwitserland | 5           | 2           | 0           | 3           | 83         | 102        | -19        | 4      |
| 5       | Japan       | 5           | 1           | 0           | 4           | 84         | 107        | -23        | 2      |
| 6       | Algerije    | 5           | 0           | 0           | 5           | 75         | 105        | -30        | 0      |

| Ronde          | Datum     | Plaats      | Land  | Score       | Land |
| -------------- | --------- | ----------- | ----- | ----------- | ---- |
| Groepsfase     |           |             |       |             |      |
| 31 juli        | Fullerton | Roemenië    | 25-16 | Algerije    |      |
| 2 augustus     | Fullerton | Roemenië    | 23-17 | Zwitserland |      |
| 4 augustus     | Fullerton | Roemenië    | 26-17 | IJsland     |      |
| 6 augustus     | Fullerton | Roemenië    | 28-22 | Japan       |      |
| 8 augustus     | Fullerton | Joegoslavië | 19-18 | Roemenië    |      |
| Bronzen finale |           |             |       |             |      |
| 10 augustus    | Fullerton | Roemenië    | 23-19 | Denemarken  |      |

### Judo
| Olympiër           | Discipline      | Resultaat | Prestatie |
| ------------------ | --------------- | --------- | --- |
| Constantin Niculae | -65kg (m)       | 7e        | 1ste ronde: vrij 2de ronde: W van MEX Padilla: yusei-gachi 3de ronde: W van CGO Mbida: ippon kwartfinale: V van JPN Matsuoka: ippon herkansingen: V van GBR Gawthorpe: yuko                                                  |
| Mircea Frățică     | -78kg (m)       | Brons     | 1ste ronde: W van HKG Li: ippon 2de ronde: W van MLI Diop: ippon 3de ronde: W van SWE Kjellin: yuko kwartfinale: W van PUR Bonnet: ippon halve finale: V van FRG Wieneke: yusei-gachi bronzen finale: W van JPN Takano: koka |
| Mihai Cioc         | open klasse (m) | Brons     | 1ste ronde: W van FIN Salonen: ippon kwartfinale: V van EGY Ali Rashwan: ippon herkansingen: W van TUN Kiiari: ippon bronzen finale: W van CHN Xu: ippon                                                                     |

### Kanovaren
| Olympiër                                                        | Discipline    | Resultaat | Prestatie                                                                           |
| --------------------------------------------------------------- | ------------- | --------- | ----------------------------------------------------------------------------------- |
| Costică Olaru                                                   | C-1 500m (m)  | Brons     | serie 2: 1ste in 2.03,49 halve finale 2: 1ste in 2.02,62 finale: 3de in 1.59,86     |
| Costică Olaru                                                   | C-1 1000m (m) | 5e        | serie 2: 2de in 4.15,36 finale: 5de in 4.16,39                                      |
| Ivan Patzaichin Toma Simionov                                   | C-2 500m (m)  | Zilver    | serie 2: 1ste in 1.47,18 finale: 2de in 1.45,58                                     |
| Ivan Patzaichin Toma Simionov                                   | C-2 1000m (m) | Goud      | serie 1: 1ste in 3.47,60 finale: 1ste in 3.40,60                                    |
| Vasile Dîba                                                     | K-1 500m (m)  | 4e        | serie 3: 1ste in 1.48,38 halve finale 3: 1ste in 1.49,45 finale: 4de in 1.48,77     |
| Vasile Dîba                                                     | K-1 1000m (m) | 7e        | serie 1: 3de in 3.57,95 halve finale 3: 3de in 3.59,40 finale: 7de in 3.51,61       |
| Nicolae Fedosel Angelin Velea                                   | K-2 500m (m)  | 5e        | serie 1: 3de in 1.37,94 halve finale 2: 2de in 1.36,60 finale: 5de in 1.35,60       |
| Alexandru Dulǎu Ion Geantă                                      | K-2 1000m (m) | 10e       | serie 1: 5de in 3.35,25 herkansingen: 2de in 3.41,03 halve finale 3: 4de in 3.29,99 |
| Ionel Constantin Nicolae Fedosel Ionel Letcae Angelin Velea     | K-4 1000m (m) | 4e        | serie 1: 2de in 3.06,97 halve finale 3: 1ste in 3.08,44 finale: 4de in 3.04,39      |
|                                                                 |               |           |                                                                                     |
| Tecla Marinescu                                                 | K-1 500m (v)  | 4e        | serie 1: 3de in 2.05,72 finale: 4de in 2.00,12                                      |
| Agafia Constantin Nastasia Ionescu                              | K-2 500m (v)  | 4e        | serie 2: 2de in 1.49,85 finale: 4de in 1.47,56                                      |
| Agafia Constantin Nastasia Ionescu Tecla Marinescu Maria Ştefan | K-4 500m (v)  | Goud      | 1.38,34                                                                             |

### Roeien
| Olympiër | Discipline      | Resultaat | Prestatie                                                                        |
| --- | --------------- | --------- | -------------------------------------------------------------------------------- |
| Petru Iosub Valer Toma | twee-zonder (m) | Goud      | serie 2: 2de in 6.56,60 halve finale 2: 1ste in 6.53,23 finale: 1ste in 6.45,39  |
| Dimitrie Popescu Dumitru Răducanu Vasile Tomoiagă                                                                                             | twee-met (m)    | Zilver    | serie 1: 1ste in 7.12,18 finale: 2de in 7.11,21                                  |
| |                 |           |                                                                                  |
| Valeria Răcilă | skiff (v)       | Goud      | serie 2: 1ste in 3.44,22 halve finale 1: 1ste in 3.54,55 finale: 1ste in 3.40,68 |
| Mărioara Popescu Elisabeta Oleniuc | dubbel-twee (v) | Goud      | serie 1: 1ste in 3.24,28 finale: 1ste in 3.26,75                                 |
| Rodica Arba Elena Horvat | twee-zonder (v) | Goud      | 3.32,60                                                                          |
| Ioana Badea Sofia Corban Ecaterina Oancia Anişoara Sorohan Maricica Țăran                                                                     | dubbel-vier (v) | Goud      | serie 1: 1ste in 3.21,61 finale: 1ste in 3.19,30                                 |
| Chira Apostol Maria Fricioiu Olga Homeghi-Bularda Viorica Ioja Florica Lavric                                                                 | vier-met (v)    | Goud      | serie 1: 1ste in 3.15,34 finale: 1ste in 3.14,11                                 |
| Mihaela Armășescu Doina Liliana Bălan Adriana Chelariu Camelia Diaconescu Viorica Ioja Aneta Mihaly Aurora Pleșca Lucia Sauca Marioara Trașcă | acht (v)        | Zilver    | 3.00,87                                                                          |

### Schermen
| Olympiër                                                                   | Discipline      | Resultaat | Prestatie |
| -------------------------------------------------------------------------- | --------------- | --------- | --- |
| Petru Kuki                                                                 | floret (m)      | 9e        | 1ste ronde groep 9: 2de V van BEL Joos: 0-5 W van USA McCahey: 5-4 W van EGY Diab: 5-0 W van TPE Tsai: 5-0 V van KUW Al-Awadhi: 3-5 2de ronde groep 5: 3de V van FRG Behr: 3-5 V van EGY Monem El-Husseini: 1-5 W van USA Massialas: 5-3 W van GBR Bell: 5-3 3de ronde groep 3: 3de V van FRG Behr: 3-5 W van JPN Umezawa: 5-2 W van AUT Wendt: 5-3 V van EGY El-Husseini: 4-5 W van BEL Joos: 5-4 4de ronde: V van FRG Behr: 9-10 herkansingen: W van AUT Blaschka: 10-4 herkansingen 2: V van FRA Omnès: 7-10                                                                                              |
| Cornel Marin                                                               | sabel (m)       | 13e       | 1ste ronde groep 1: 2de V van ITA Dalla Barba: 2-5 W van AUT Brandstätter: 5-3 W van CAN Marcil: 5-2 W van FRG Scholz: 5-3 2de ronde groep 3: 3de V van ITA Marin: 2-5 V van AUT Brandstätter: 3-5 W van CAN Marcil: 5-2 W van USA Lofton: 5-4 3de ronde groep 2: 2de V van FRA Lamour: 3-5 W van GRE Babanasis: 5-1 W van CAN Banos: 5-3 W van FRG Stratmann: 5-1 V van ITA Scalzo: 2-5 4de ronde: V van FRA Granger-Veyron: 4-10 herkansingen: V van FRG Scholz: 9-10 |
| Marin Mustață                                                              | sabel (m)       | 6e        | 1ste ronde groep 4: 1ste W van FRA Granger-Veyron: 5-4 W van CHN Liu: 5-2 W van ESP García: 5-1 W van ARG Casanova: 5-2 V van CAN Banos: 4-5 2de ronde groep 5: 1ste W van CHN Ruiji: 5-3 W van GBR Slade: 5-1 W van MON Martini: 5-1 V van FRA Guichot: 4-5 3de ronde groep 4: 3de W van FRG Scholz: 5-2 V van USA Mormando: 2-5 W van CHN Wang: 5-4 W van GBR Slade: 5-3 V van AUT Brandstätter: 2-5 4de ronde: V van ITA Scalzo: 5-10 herkansingen: W van FRG Nolte: 10-6 herkansingen 2: W van ITA Dalla Barba: 11-6 kwartfinale: V van FRA Granger-Veyron: 8-10                                         |
| Ioan Pop                                                                   | sabel (m)       | 8e        | 1ste ronde groep 3: 2de V van ITA Scalzo: 0-5 W van USA Westbrook: 5-4 W van ARG Tass: 5-3 W van MON Martini: 5-1 W van ISV Kreglo: 5-3 2de ronde groep 6: 2de W van FRA Granger-Veyron: 5-3 W van CHN Chen: 5-3 W van CAN Banos: 5-3 V van ARG Tass: 4-5 3de ronde groep 1: 4de V van ITA Dalla Barba: 1-5 V van FRA Granger-Veyron: 4-5 V van USA Westbrook: 3-5 W van GBR Cohen: 5-3 W van GBR Zarno: 5-3 4de ronde: W van FRA Guichot: 10-3 5de ronde: V van ITA Marin: 10-11 herkansingen 2: W van FRG Scholz: 10-4 kwartfinale: V van FRA Lamour: 6-10                                                 |
| Alexandru Chiculiță Cornel Marin Marin Mustață Ioan Pop Vilmoș Szabo       | sabel team (m)  | Brons     | 1ste ronde groep 2: 2de V van Italië: 3-9 W van China: 9-4 W van Groot-Brittannië: 9-4 kwartfinale: W van Verenigde Staten: 9-3 halve finale: V van Frankrijk: 4-9 bronzen finale: W van Bondsrepubliek Duitsland: 8-7 |
|                                                                            |                 |           | |
| Aurora Dan                                                                 | floret (v)      | 9e        | 1ste ronde groep 2: 2de V van CHN Luan: 3-5 W van GBR Ann Martin: 5-0 W van KOR Oh: 5-2 W van AUS Chaplin: 5-2 W van ARG Giancola: 5-0 V van USA Angelakis: 2-5 2de ronde groep 3: 3de V van ITA Vaccaroni: 4-5 V van FRA Modaine: 4-5 W van SWE Palm: 5-3 W van AUS Smith: 5-1 3de ronde groep 3: 2de W van CHN Li: 5-3 W van ITA Vaccaroni: 5-4 W van GBR Ann Martin: 5-3 W van ISR Drori: 5-1 V van USA Waples: 0-5 4de ronde: W van CHN Li: 8-5 5de ronde: V van ITA Vaccaroni: 5-8 herkansingen 2: V van CHN Luan: 7-8                                                                                  |
| Elisabeta Guzganu                                                          | floret (v)      | 4e        | 1ste ronde groep 3: 3de V van FRA Gaudin: 4-5 V van FRG Weber: 3-5 W van ISR Drori: 5-3 W van ARG Alicia Sinigaglia: 5-0 W van USA Bradford: 5-0 W van JPN Maekawa: 5-1 2de ronde groep 4: 1ste W van ITA Zalaffi: 5-2 W van KOR Oh: 5-2 W van CHN Zhu: 5-0 W van ISR Hatuel: 5-3 3de ronde groep 2: 1ste W van ITA Zalaffi: 5-2 W van CHN Zhu: 5-3 W van FRG Weber: 5-2 W van GBR McIntosh: 5-4 V van FRA Modaine: 4-5 4de ronde: W van GBR Ann Martin: 8-3 5de ronde: W van FRA Modaine: 8-4 kwartfinale: W van FRA Gaudin: 8-3 halve finale: V van CHN Luan: 0-8 bronzen finale: V van ITA Vaccaroni: 5-8 |
| Marcela Zsak                                                               | floret (v)      | 18e       | 1ste ronde groep 4: 2de V van FRG Hanisch: 4-5 W van CAN Poirier: 5-2 W van CHN Zhu: 5-4 W van AUS Smith: 5-3 W van KOR Choi: 5-3 V van HAI Faustin: 4-5 2de ronde groep 1: 2de V van FRG Bischoff: 4-5 V van ISR Drori: 4-5 W van ITA Cicconetti: 5-1 W van USA Angelakis: 5-4 3de ronde groep 4: 5de V van FRG Hanisch: 3-5 V van FRA Brouquier: 2-5 V van GBR Thurley: 4-5 V van SWE Palm: 3-5 W van USA Bradford: 5-4 |
| Aurora Dan Elisabeta Guzganu Rozalia Oros Monica Veber-Koszto Marcela Zsak | floret team (v) | Zilver    | 1ste ronde groep 2: 1ste W van China: 9-6 W van Canada: 9-0 kwartfinale: W van Verenigde Staten: 8-4 halve finale: W van Frankrijk: 8-7 finale: V van Bondsrepubliek Duitsland: 5-9 |

### Schietsport
| Olympiër        | Discipline                 | Resultaat | Prestatie                         |
| --------------- | -------------------------- | --------- | --------------------------------- |
| Constantin Stan | 10m luchtgeweer (m)        | 20e       | 577 punten: (97-96-94-95-99-96)   |
| Constantin Stan | 50m geweer 3 houdingen (m) | 20e       | 1140 punten: (393-383-364)        |
| Constantin Stan | 50m geweer liggend (m)     | 17e       | 591 punten: (98-97-98-100-98-100) |
| Constantin Stan | 50m pistool (m)            | 11e       | 555 punten: (91-95-95-94-90-90)   |
| Corneliu Ion    | 25m snelvuurpistool (m)    | Zilver    | 593 punten: (299-294)             |
| Constantin Stan | 25m snelvuurpistool (m)    | 13e       | 588 punten: (296-292)             |
|                 |                            |           |                                   |
| Elena Macovei   | 25m snelvuurpistool (v)    | 15e       | 572 punten: (94-94-96-95-96-97)   |
| Maria Macovei   | 25m snelvuurpistool (v)    | 8e        | 577 punten: (98-94-93-96-97-99)   |

### Worstelen
| Olympiër         | Discipline  | Resultaat   | Prestatie |
| Vrije stijl      | Vrije stijl | Vrije stijl | Vrije stijl |
| ---------------- | ----------- | ----------- | --- |
| Ilie Matei       | -90kg (m)   | 15e         | groep A: 8ste V van PAK Majeed Maruwala: 0-4 |
| Vasile Pușcașu   | -100kg (m)  | Brons       | groep A: 2de V van SYR atuyeh: 0-4 W van IND Singh: 3-1 W van GRE Pikilidis: 4-0 bronzen finale: W van TUR Sezgin: 3-1                          |
| Vasile Andrei    | +100kg (m)  | 6e          | groep A: 3de V van USA Baumgartner: 0-4 5-6de plek: V van SEN Sakho: 0-4                                                                        |
| Grieks-Romeins   |             |             | |
| Mihai Cișmaș     | -52kg (m)   | 8e          | groep A: 4de V van JPN Miyahara: 0-3 W van NOR Rønningen: 3-1 V van KOR Bang: 1-3                                                               |
| Niculae Zamfir   | -57kg (m)   | 4e          | groep B: 2de W van FRA Mourier: 3-1 V van TUR Karadağ: 0-3 W van KOR Park: 3-1 W van USA Famiano: 3-0 bronzen finale: V van GRE Holidis: 1-3    |
| Constantin Uță   | -62kg (m)   | 11e         | groep A: 6de W van CHN Zhang: 4-0 V van FRG Gabriel: 1-3 V van CAN Yeats: 1-3                                                                   |
| Ștefan Negrișan  | -68kg (m)   | 4e          | groep A: 2de W van MAR Souaken: 3-1 W van KOR Lee: 3-0 V van YUG Lisjak: 1-3 W van AUT Streitler: 3,5-0 bronzen finale: V van USA Martinez: 0-4 |
| Ștefan Rusu      | -74kg (m)   | Brons       | groep B: 2de W van CAN Stuebing: 4-0 V van FIN Salomäki: 1-3 W van EGY Hamad: 4-0 W van YUG Kasap: 3-1 bronzen finale: W van KOR Kim: 3-1       |
| Ion Draica       | -82kg (m)   | Goud        | groep A: 1ste W van NOR Mysen: 3-1 W van USA Chandler: 3-0 W van EGY El-Ashram: 3-1 W van SWE Claeson: 3,5-0 finale: W van GRE Thanopoulos: 3-1 |
| Ilie Matei       | -90kg (m)   | Zilver      | groep B: 1ste W van JPN Hase: 4-0 W van EGY Ibrahim: 4-0 W van FRG Sachs: 3-0 finale: V van USA Fraser: 1-3                                     |
| Vasile Andrei    | -100kg (m)  | Goud        | groep A: 1ste W van SWE Gustavsson: 4-0 W van AUT Pitschmann: 4-0 W van GRE Pikilidis: 3,5-0 finale: W van USA Gibson: 4-0                      |
| Victor Dolipschi | +100kg (m)  | Brons       | groep B: 2de G van SWE Johansson: 0-0 W van ITA La Penna: 4-0 W van EGY El-Hadad: 3-0 bronzen finale: V van YUG Memišević: 0-4                  |

### Zwemmen
| Olympiër        | Discipline          | Resultaat | Prestatie                                              |
| --------------- | ------------------- | --------- | ------------------------------------------------------ |
| Carmen Bunaciu  | 100m rugslag (v)    | 4e        | serie 4: 3de in 1.03,79 finale: 4de in 1.03,21         |
| Anca Pătrășcoiu | 100m rugslag (v)    | 5e        | serie 3: 1ste in 1.04,16 finale: 5de in 1.03,29        |
| Carmen Bunaciu  | 200m rugslag (v)    | 7e        | serie 3: 2de in 2.16,41 finale: 7de in 2.16,15         |
| Anca Pătrășcoiu | 200m rugslag (v)    | Brons     | serie 4: 2de in 2.16,71 finale: 3de in 2.13,29         |
| Anca Pătrășcoiu | 400m wisselslag (v) | 16e       | serie 2: 5de in 5.03,97 (NR) finale B: 8ste in 5.05,53 |

Algerije · Amerikaanse Maagdeneilanden · Andorra · Antigua en Barbuda · Argentinië · Australië · Bahama’s · Bahrein · Bangladesh · Barbados · België · Belize · Benin · Bermuda · Bhutan · Birma · Bolivia · Bondsrepubliek Duitsland · Botswana · Brazilië · Britse Maagdeneilanden · Canada · Centraal-Afrikaanse Republiek · Chili · China · Chinees Taipei · Colombia · Congo-Brazzaville · Costa Rica · Cyprus · Denemarken · Djibouti · Dominicaanse Republiek · Ecuador · Egypte · El Salvador · Equatoriaal-Guinea · Fiji · Filipijnen · Finland · Frankrijk · Gabon · Gambia · Ghana · Grenada · Griekenland · Groot-Brittannië · Guatemala · Guinee · Guyana · Haïti · Honduras · Hongkong · Ierland · IJsland · India · Indonesië · Irak · Israël · Italië · Ivoorkust · Jamaica · Japan · Joegoslavië · Jordanië · Kaaimaneilanden · Kameroen · Kenia · Koeweit · Lesotho · Libanon · Liberia · Liechtenstein · Luxemburg · Madagaskar · Malawi · Maleisië · Mali · Malta · Marokko · Mauritanië · Mauritius · Mexico · Monaco · Mozambique · Nederland · Nederlandse Antillen · Nepal · Nicaragua · Nieuw-Zeeland · Niger · Nigeria · Noord-Jemen · Noorwegen · Oeganda · Oman · Oostenrijk · Pakistan · Panama · Papoea-Nieuw-Guinea · Paraguay · Peru · Portugal · Puerto Rico · Qatar · Roemenië · Rwanda · Salomonseilanden · Samoa · San Marino · Saoedi-Arabië · Senegal · Seychellen · Sierra Leone · Singapore · Soedan · Somalië · Spanje · Sri Lanka · Suriname · Swaziland · Syrië · Tanzania · Thailand · Togo · Tonga · Trinidad en Tobago · Tsjaad · Tunesië · Turkije · Uruguay · Venezuela · Verenigde Arabische Emiraten · Verenigde Staten · Zaïre · Zambia · Zimbabwe · Zuid-Korea · Zweden · Zwitserland